# 国際スポーツフェア
国際スポーツフェア（こくさいスポーツフェア、英語:WORLD SPORTS FAIR）は、1983年から1992年まで、日本体育協会（現・日本スポーツ協会）とフジサンケイグループの主催で開催されたスポーツ関連のイベントである。

## 概要
1983年、世界の様々なスポーツを紹介することなどを目的として、東京都渋谷区の国立代々木競技場近辺で10月6日〜11日に行われた。初回が好評で事業収入も好調だったことから開催時期を4月下旬から5月上旬のゴールデンウィークの期間に移して翌年以降も継続開催され、1992年まで続いた。
このイベントを始めるにあたり、外部から総合プロデューサーとなる人材をスカウトしたが、フェア初回の好成績によりその後数年間はフジテレビのイベント事業面において、その総合プロデューサーが引っ張っていった。
フェアとしては、フジテレビ事業局が中心となり、産経新聞社やニッポン放送などフジサンケイグループの総力を結集するような態勢のもとで様々な企画が行われた。
主なところとしては、多数のスポンサーのもと、スポーツに関連した各種イベントやアトラクション、フードコートなどのほか、代々木体育館（第一、第二）では様々なスポーツのエキシビションゲームや世界各国の代表選手を招き、日本代表との親善試合も多数行われ、特定スポーツのファンが他のスポーツへも目を向け関心を持つきっかけづくりが行われた。また、1984年の開催では新体操、レスリング、重量挙げのロサンゼルス五輪日本代表最終選考会が行われた。
テレビやラジオ・新聞でのメディアミックスによる各種宣伝や、レギュラー・単発問わず生放送や公開収録などが会場では連日行われ、視聴者・聴取者・購読者の関心を集めた。
しかし、イベント内容のマンネリ化などが指摘されたことから、1992年の開催を最後に終了となり、翌年からは同じ場所での開催となる「LIVE UFO」へと引き継がれていった。
イベントのイメージソングとして南こうせつの『ワイルド・ワン』が起用されていた。